# Michał I (katolikos Wielkiego Domu Cylicyjskiego)
Michał I (Mikael I Adżapahjan, (orm.) Միքայէլ Ա. Աջապահեան) – duchowny Apostolskiego Kościoła Ormiańskiego, w latach 1737–1758 jeden z patriarchów tego Kościoła, Patriarcha-Katolikos Wielkiego Domu Cylicyjskiego.